# Haruki Saruta
Haruki Saruta (猿田 遥己 Saruta Haruki?), född 23 april 1999 i Tokyo prefektur, är en japansk fotbollsspelare.
Saruta började sin karriär 2018 i Kashiwa Reysol. 2019 blev han utlånad till Kagoshima United FC. 2020 blev han utlånad till Gamba Osaka. 2021 blev han utlånad till Yokohama FC.